# Telusus vagus
Telusus vagus är en insektsart som beskrevs av Beamer och Leonard D. Tuthill 1934. Telusus vagus ingår i släktet Telusus och familjen dvärgstritar. Inga underarter finns listade i Catalogue of Life.